# 维亚芒
维亚芒（葡萄牙語：Viamão）是巴西南里奥格兰德州的一座城市，2006年时人口约26万。它也是南里奥格兰德州的第七大城市。